# Monkey Park
Monkey Park (fundada como Tenerife Zoo, en el año 1991 en Arona, Santa Cruz de Tenerife, España) es un zoológico centrado en la reproducción de especies en peligro de extinción. En la actualidad se destaca por haber logrado reproducir varias especies en situaciones de vulnerabilidad tanto del mundo animal como vegetal.

## Historia
Fundado por su actual director general y Propietario Francisco Reina López, comenzó siendo un pequeño parque que brindaba a los visitantes la posibilidad de experimentar encuentros cercanos con los animales.
En los inicios, los animales provenían principalmente del tráfico ilegal (mercado negro) ya que Canarias era la conexión por vía aérea y marítima entre América, África y Europa. Muchas especies eran retiradas en los muelles y aeropuertos para posteriormente ser depositados por las autoridades en el zoológico.
En la actualidad, los animales que puede visitar en este zoológico están en programas de reproducción para asegurar la conservación de la especie, han sido rescatados o recogidos.

## Código ético
- En Monkey Park, no encontrará ningún animal realizando espectáculos. Su código ético les prohíbe utilizar a cualquier animal para entretenimiento.  El verdadero espectáculo para sus visitantes es la oportunidad de observar a sus animales en su comportamiento natural desde más cerca, disfrutando de total libertad de movimiento dentro de sus recintos. Esta oportunidad de generar un encuentro entre visitante y animal resulta un gran recurso para generar un vínculo con la naturaleza y así mantener el compromiso de cuidarla.

- En Monkey Park, están comprometidos con la protección de especies en peligro de extinción y colaboran activamente con programas de reproducción y conservación.

- Están comprometidos con la naturaleza, dejan que sus animales tengan sus comportamientos naturales e interfieren lo menos posible en sus vidas, quieren siempre mantener sus conductas salvajes y no humanizarlos
- Están en contra de la compra/venta de animales exóticos, creen que no son animales de compañía, sus animales han llegado a sus instalaciones por diversas razones como recogida, rescate, intercambios entre parques zoológicos o programas de reproducción, nunca con la única intención de ser exhibidos.